# Ajstrup (Mariagerfjord Kommune)
 For alternative betydninger, se Ajstrup. (Se også artikler, som begynder med Ajstrup)
Ajstrup er en lille landsby med ca. 70 indbyggere. Den er beliggende fem km syd for Hadsund i Falslev-Vindblæs Sogn, Mariagerfjord Kommune på sydsiden af Mariager Fjord ud til Ajstrup Bugt. Ajstrup er en af de ældste byer i området og har været beboet siden stenalderen.
I Ajstrup finder du Ajstrup vandværk, en guldsmed med galleri og designværksted samt en skovpavillon med plads til 70 gæster.
Landsbyen ligger tæt ved Ajstrup Krat, Havkær Skov og sommerhusområdet Dalsminde.
Fra Ajstrup er der 25 km til Randers.